# إيزابيل أوليف
إيزابيل أوليف (بالفرنسية: Isabelle Olive)‏ هي عداءة ألتراماراثون ‏ فرنسية، ولدت في 19 مايو 1960.

## وصلات خارجية
- إيزابيل أوليف على موقع الاتحاد الألماني للألترا ماراثون (الإنجليزية)